# Підгорний Сергій Миколайович
Сергій Миколайович Підгорний (25 квітня 1949, П'ятигорськ — 15 лютого 1995, Черкаси) — український письменник-фантаст. Більшість творів написав російською мовою.

## Біографія
Сергій Підгорний народився у П'ятигорську. За час своєї юності він часто змінював як місце проживання, так і професію. Він протягом коротких проміжків часу жив і на узбережжі Чорного моря, на Далекому Сході, Північному Кавказі, в центральній Росії та Вінниці. За цей час Підгорний змінив багато професій, працював будівельником, верстатником, вантажником, робітником топографічної партії, працював у місцевих газетах. У 1984 році разом із родиною Сергій Підгорний переїхав до Черкас. У 1986 році він заочно закінчив Літературний інститут імені Горького, а в 1987 році став членом Спілки письменників СРСР. Письменник трагічно загинув у 1995 році — його вбили у власній квартирі.

## Літературна творчість
Сергій Підгорний розпочав літературну творчість у 1982 році з публікації реалістичної повісті «Незабаром вісімнадцять» (рос. Скоро восемнадцать). Першою збіркою письменника ста збірка реалістичних творів про молодь «Розкопки скіфського городища». Проте вже в 1983 році Сергій Підгорний розпочинає писати фантастичні твори, які й стали основною частиною його творчості. Першим серед них стало оповідання «Відкриття цивілізації», яке опубліковано одночасно російською та українською мовами в 1983 році. більшість фантастичних творів письменника увійшли до трьох його збірок — «Тихі історії», яка вийшла в 1986 році, «Погляд з неходженої доріжки», яка вийшла друком у 1990 році, та «Мозаїка», яка також надрукована в 1990 році. Більшість творів автора відносяться до класичної наукової фантастики, та присвячені як контактам з іншопланетними цивілізаціями, так і несподіваним науковим відкриттям та загадковим явищам, а також відзначаються як заплутаним сюжетом. так і несподіваним закінченням твору.

### Збірки творів
- 1984 — Раскопки скифского городища
- 1986 — Тихие истории
- 1990 — Взгляд с нехоженой тропы
- 1990 — Мозаика

### Повісті
- 1982 — Скоро восемнадцать
- 1984 — Раскопки скифского городища
- 1986 — Тихие истории
- 1986 — Хроника одной поездки
- 1990 — Вторая возможность

### Оповідання
- 1983 — Відкриття цивілізації
- 1986 — Чужой мир
- 1986 — Неиспользованные возможности
- 1990 — Свидание
- 1990 — Мексиканский гриб
- 1990 — «Если к нам прилетят со звезд…»
- 1990 — Предварительный контакт
- 1990 — Дом со статуями
- 1990 — Выход
- 1990 — Оптимальное решение
- 1990 — Расследование
- 1990 — Йетти
- 1990 — Темные фигуры
- 1990 — Затянувшиеся поиски
- 1990 — Несбывшиеся надежды
- 1990 — Жизнь и проза
- 1990 — Жаркое лето
- 1990 — Кукла
- 1990 — Окончательное решение
- 1990 — «Скучища…»
- 1990 — Стрижи
- 1990 — Летним утром
- 1990 — Чао!..
- 1990 — Толик и жизнь
- 1990 — Ливень
- 1990 — Пашка Сомов
- 1990 — Самый короткий путь к Эдему